# Medvode
Medvode (Duits: Zwischenwässern) is een zelfstandige gemeente in de Sloveense regio Osrednjeslovenska en telt 14.161 inwoners (2002). Het ligt twaalf kilometer van de hoofdstad Ljubljana aan de samenvloeiing van de Sava en de Sora. De luchthaven Brnik is eveneens twaalf kilometer ver weg. Medvode is een wegenknooppunt tussen Ljubljana, Škofja Loka, Vodice en Kranj.
Medvode werds voor het eerst vermeld in 989 in een document over het grensverloop tussen de jurisdictie van Freising en het patriarchaat van Aquilea. In de gemeente ligt het kasteel Smlednik, waar langs de weg ernaartoe een barokke kruisweg uit 1772 staat. Naast kasteel Smlednik telt Medvode nog het renaissance-kasteel Lazarini. Sinds 1870 is Medvode ontsloten voor het spoorwegverkeer en ligt aan de verbinding Jesenice-Ljubljana.
Trekpleisters zijn het bedevaartoord Šmarna Gora en het Meer van Zbilje.

## Plaatsen in de gemeente
Belo, Brezovica pri Medvodah, Dol, Dragočajna, Golo Brdo, Goričane, Hraše, Ladja, Medvode, Moše, Osolnik, Preska, Rakovnik, Seničica, Setnica, Smlednik, Sora, Spodnja Senica, Spodnje Pirniče, Studenčice, Tehovec, Topol pri Medvodah, Trnovec, Valburga, Vaše, Verje, Vikrče, Zavrh pod Šmarno Goro, Zbilje, Zgornja Senica, Zgornje Pirniče, Žlebe

## Geboren in Medvode
- Jakob Aljaž (1845-1927), priester en componist

Borovnica · Brezovica · Dobrepolje · Dobrova-Polhov Gradec · Dol pri Ljubljani · Domžale · Grosuplje · Horjul · Ig · Ivančna Gorica · Kamnik · Komenda · Litija · Ljubljana · Log-Dragomer · Logatec · Lukovica · Medvode · Mengeš · Moravče · Škofljica · Šmartno pri Litiji · Trzin · Velike Lašče · Vodice · Vrhnika